# NGC 6107
NGC 6107 ist eine 13,8 mag helle elliptische Galaxie vom Hubble-Typ E3 im Sternbild Corona Borealis am Nordsternhimmel. Sie ist schätzungsweise 417 Millionen Lichtjahre von der Milchstraße entfernt und hat einen Durchmesser von etwa 185.000 Lj.
Im selben Himmelsareal befinden sich u. a. die Galaxien NGC 6105, NGC 6109, NGC 6110, NGC 6112.
Das Objekt wurde am 1. Juli 1880 von Édouard Stephan entdeckt.